# Pregnandiol
Pregnandiol ist ein hormonell wirkungsloses Abbauprodukt des Progesterons und anderer mit dem Progesteron verwandter Gestagene, die alle zur Gruppe der weiblichen Geschlechtshormone gehören.

## Entdeckung
Aus dem Harn schwangerer Frauen aus Londoner Kliniken isolierte Guy Frederic Marrian eine Substanz, die zwei Hydroxygruppen enthielt und mit Acetanhydrid in ein Diacetat umgewandelt werden konnte. Die Formel war jedoch nicht eindeutig geklärt. Fast gleichzeitig untersuchte Adolf Butenandt im Chemischen Universitäts-Laboratorium Göttingen die Inhaltsstoffe des Schwangeren-Harns und klärte die Struktur des Diols auf. Der von Butenandt geprägte Name Pregnandiol ist vom lateinischen Verb praegnans (schwanger, trächtig) abgeleitet, bzw. dem englischen pregnant und Pregnancy (Schwangerschaft). Daraus ergab sich die Bezeichnung Pregnan für den zugrunde liegenden Stamm-Kohlenwasserstoff.

## Biogenese
Progesteron wird zum größten Teil in der Leber zu Pregnandiol umgewandelt (metabolisiert) und, nachdem es mithilfe von Glucuronsäure zu Pregnandiolglucoronid verestert wurde, mit dem Urin ausgeschieden. Deshalb können aus einem erhöhten Pregnandiolglucoronidspiegel im Urin Rückschlüsse auf einen erhöhten Progesteronspiegel gezogen werden, der zumeist mit einer Schwangerschaft einhergeht.